# Kunstwollen
Kunstwollen (ty.), kunstnerisk villen, er et begreb inden for kunsthistorien, der blev præget af Alois Riegl og viderebearbejdet af Erwin Panofsky. Det blev introduceret i forhold til problemet om kunstnerisk form. Begrebet er influeret af hegelianisme og spiller samtidig på Friedrich Nietzsches ide om "viljen til magt".
Det indgår i sammenhænge, hvor dets funktion er ikke så meget deskriptivt som foreskrivende. Det er påstanden om, at fjerntliggende eller fremmede dokumenter kan åbnes ud fra abstrakte principper. Således er erfaringen af barokken ikke så meget en historisk afdækkelse som en undersøgelse af typer og faser. Det er generkendelsen af transhistoriske mønstre, der muliggør indholdet af begreber som epoker, spring og medier.